# Clézentaine
Clézentaine és un municipi francès, situat al departament dels Vosges i a la regió del Gran Est. L'any 2007 tenia 218 habitants.

## Demografia

### Població
El 2007 la població de fet de Clézentaine era de 218 persones. Hi havia 88 famílies, de les quals 28 eren unipersonals (28 dones vivint soles i 28 dones vivint soles), 24 parelles sense fills, 28 parelles amb fills i 8 famílies monoparentals amb fills.
La població ha evolucionat segons el següent gràfic:
Habitants censats

### Habitatges
El 2007 hi havia 96 habitatges, 85 eren l'habitatge principal de la família, 7 eren segones residències i 4 estaven desocupats. 93 eren cases i 3 eren apartaments. Dels 85 habitatges principals, 70 estaven ocupats pels seus propietaris, 13 estaven llogats i ocupats pels llogaters i 2 estaven cedits a títol gratuït; 1 tenia dues cambres, 6 en tenien tres, 25 en tenien quatre i 52 en tenien cinc o més. 61 habitatges disposaven pel capbaix d'una plaça de pàrquing. A 41 habitatges hi havia un automòbil i a 27 n'hi havia dos o més.

### Piràmide de població
La piràmide de població per edats i sexe el 2009 era:
| Homes | Edats   | Dones |
| ----- | ------- | ----- |
| 0     | 95 o +  | 0     |
| 0     | 90 a 94 | 0     |
| 0     | 85 a 89 | 8     |
| 0     | 80 a 84 | 0     |
| 16    | 75 a 79 | 0     |
| 0     | 70 a 74 | 20    |
| 4     | 65 a 69 | 12    |
| 8     | 60 a 64 | 4     |
| 0     | 55 a 59 | 0     |
| 0     | 50 a 54 | 0     |
| 12    | 45 a 49 | 4     |
| 8     | 40 a 44 | 12    |
| 4     | 35 a 39 | 0     |
| 8     | 30 a 34 | 8     |
| 4     | 25 a 29 | 8     |
| 12    | 20 a 24 | 8     |
| 4     | 15 a 19 | 4     |
| 8     | 10 a 14 | 8     |
| 4     | 5 a 9   | 8     |
| 4     | 0 a 4   | 16    |

## Economia
El 2007 la població en edat de treballar era de 115 persones, 83 eren actives i 32 eren inactives. De les 83 persones actives 74 estaven ocupades (43 homes i 31 dones) i 9 estaven aturades (3 homes i 6 dones). De les 32 persones inactives 10 estaven jubilades, 8 estaven estudiant i 14 estaven classificades com a «altres inactius».

### Ingressos
El 2009 a Clézentaine hi havia 81 unitats fiscals que integraven 228 persones, la mediana anual d'ingressos fiscals per persona era de 13.545,5 €.

### Activitats econòmiques
Dels 4 establiments que hi havia el 2007, 2 eren d'empreses de construcció, 1 d'una entitat de l'administració pública i 1 d'una empresa classificada com a «altres activitats de serveis».
Dels 2 establiments de servei als particulars que hi havia el 2009, 1 era un paleta i 1 electricista.
L'any 2000 a Clézentaine hi havia 9 explotacions agrícoles.

## Equipaments sanitaris i escolars
El 2009 hi havia una escola elemental integrada dins d'un grup escolar amb les comunes properes formant una escola dispersa.

## Poblacions més properes
El següent diagrama mostra les poblacions més properes.